# Premio Berggruen
Il Premio Berggruen per la Filosofia e la Cultura  (Berggruen Prize for Philosophy and Culture) è un riconoscimento assegnato annualmente ad uno studioso che si è particolarmente distinto nel campo della filosofia.
È stato istituito nel 2016 dal "Berggruen Institute" presieduto dal filantropo Nicolas Berggruen con l'intento di creare un "Premio Nobel della filosofia".
Con un montepremi di 1 milione di dollari è il secondo premio più ricco di ambito filosofico dopo l'inglese Premio Templeton.

## Albo d'oro
| Anno | Immagine | Laureato                        | Paese                  | Note   | Ambito                                                                                                  |
| ---- | -------- | ------------------------------- | ---------------------- | ------ | --- |
| 2016 |          | Charles Taylor (1931)           | Canada (bandiera)      | [ 4 ]  | Filosofia politica, Scienze sociali, Storia della filosofia occidentale                                 |
| 2017 |          | Onora O'Neill (1941)            | Regno Unito (bandiera) | [ 5 ]  | Filosofia politica, Etica                                                                               |
| 2018 |          | Martha Nussbaum (1947)          | Stati Uniti (bandiera) | [ 6 ]  | Filosofia politica, Etica, Filosofia analitica, Femminismo, Diritti degli animali                       |
| 2019 |          | Ruth Bader Ginsburg (1933–2020) | Stati Uniti (bandiera) | [ 7 ]  | Diritto, Scienza politica, femminismo, Liberalismo                                                      |
| 2020 |          | Paul Farmer (1959–2022)         | Stati Uniti (bandiera) | [ 8 ]  | Medicina interna, Infezione, Antropologia medica                                                        |
| 2021 |          | Peter Singer (1946)             | Australia (bandiera)   | [ 9 ]  | Bioetica, Utilitarismo, Etica ambientale, Filosofia della vita                                          |
| 2022 |          | Kojin Karatani (1941)           | Giappone (bandiera)    | [ 10 ] | Filosofia politica, Storia della filosofia, Decostruzionismo, Letteratura comparata, Critica letteraria |
| 2023 |          | Patricia Hill Collins (1948)    | Stati Uniti (bandiera) | [ 11 ] | Sociologia della conoscenza, Femminismo, Studi di genere                                                |